# Douglas DC-4
DC-4 Skymaster är ett 4-motorigt propellerplan tillverkat av Douglas som flög första gången 1938 och tillverkades i 1242 exemplar. Beteckningen inom US Air Force var C-54 Skymaster, inom US Navy R5D. Tillverkningen lades ner 1947. 

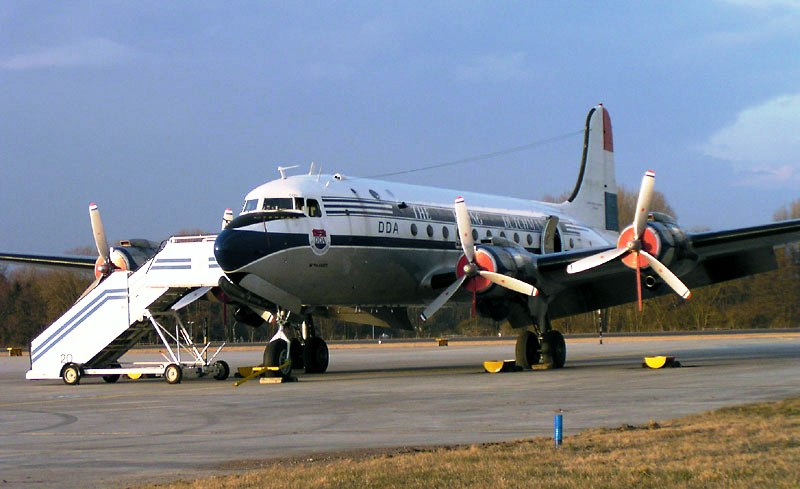
DC-4

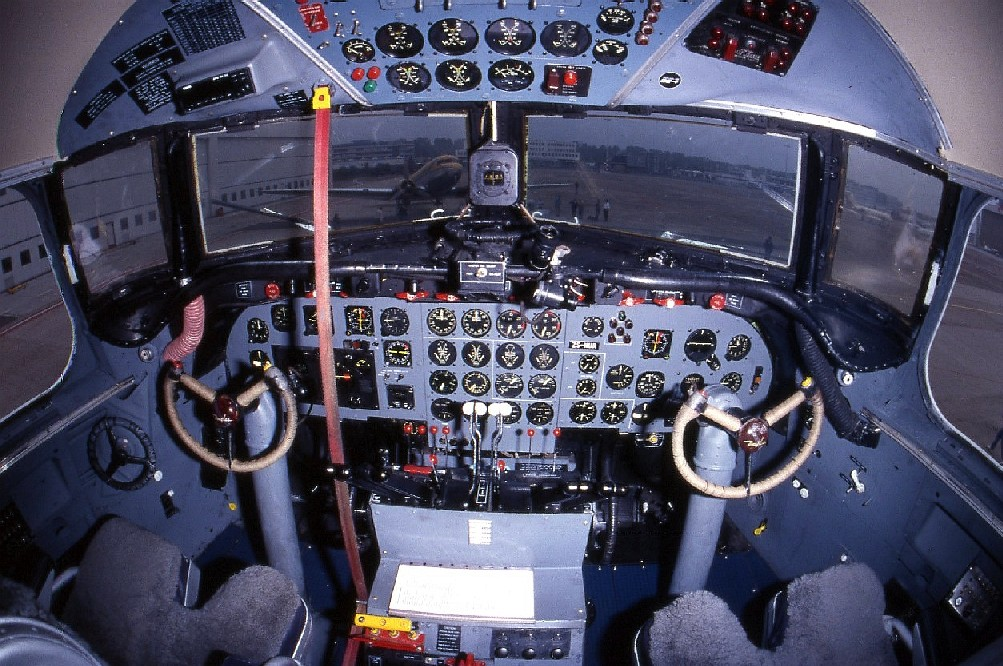
DC-4 Cockpit.

## ATL-98 Carvair

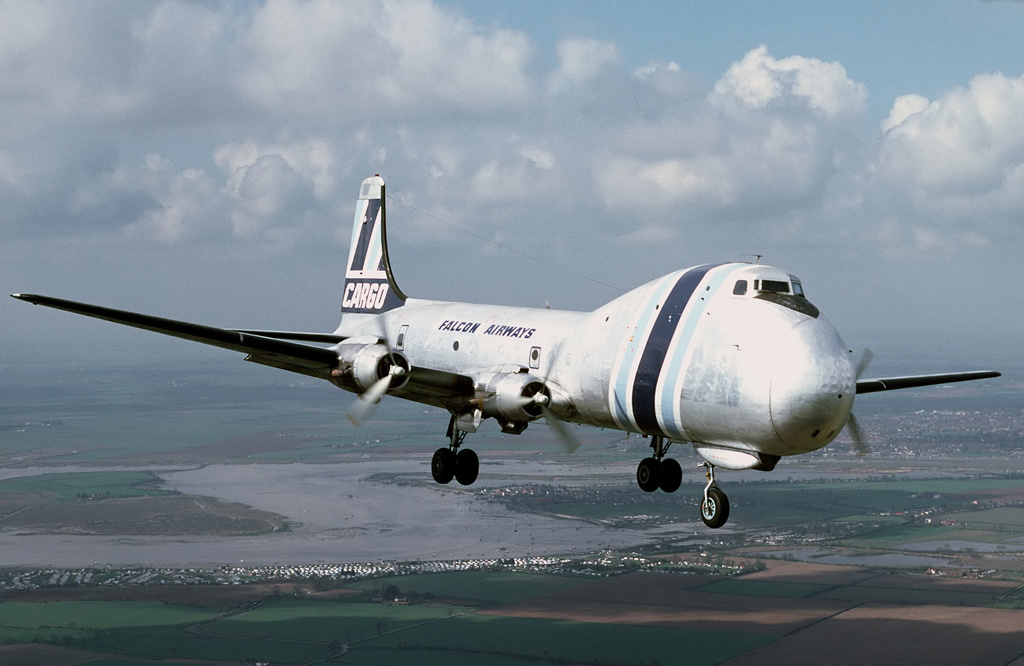
ATL-98 Carvair

Totalt 21 stycken DC-4:or byggdes senare om till ATL-98 Carvair, som flög första gången 1961. De byggdes av Aviation Traders enligt önskemål ifrån British United Airways och liknar AN-30 och Boeing 747 i kroppsformen.
Carvair var byggd för att frakta upp till 5 mindre bilar, som lastades in via nospartiet, samt 22 passagerare. Bland annat Aer Lingus använde också detta plan.